# 타마시이 레볼루션
《타마시이 레볼루션(일본어: タマシイレボリューション)》는 슈퍼플라이가 2010년 6월 18일에 발매한 디지털 싱글이다.
NHK의 2010년도 축구 테마 송. 2010년 FIFA 월드컵 실황 중계 다이제스트의 테마송으로 사용을 시작했지만, 월드컵만을 대상으로하는 테마 송 아니라, 이후의 J리그 중계 및 J리그 타임, 천황배 중계, AFC 아시안컵 2011 기타 축구 중계와 스포츠 뉴스에서 사용할 예정이다. NHK로 모든 축구 프로그램을 망라하는 형태의 테마송의 채용은 첫 시도.